# Caroline Agnou
Caroline Agnou (née le 26 mai 1996 à Bienne) est une athlète suisse, spécialiste des épreuves combinées.

## Carrière
Elle remporte le titre de championne d'Europe junior de l'heptathlon à Eskilstuna, en pulvérisant son record personnel de plus de 400 points (il datait seulement du 31 mai 2015 lors du meeting de Götzis, en 5 722 points) avec un nouveau total de 6 123 points, ce qui la qualifie aussi pour les Championnats du monde séniors à Pékin: c'est la seule junior au monde à avoir dépassé les 6 000 points en 2015. Elle bat notamment ses records dans 5 épreuves sur sept: le 100 m haies en 13 s 74, le saut en hauteur avec 1,74 m, le saut en longueur avec 6,28 m, le javelot avec 49,34 m et le 800 m avec 2 min 23 s 90. Elle devance l'athlète arrivée deuxième de 403 points. Elle appartient au club Satus de Bienne.
Deux ans plus tard, le 14 juillet 2017, Caroline Agnou explose son record de près de 200 points lors des Championnats d'Europe espoirs à Bydgoszcz en réalisant 6 330 points, ce qui lui permet de remporter le titre continental. À cette occasion, elle bat le record de Suisse de Géraldine Ruckstuhl (6 291 points) réalisé seulement un mois et demi plus tôt et qui avant Ruckstuhl tenait depuis 1982. Néanmoins, Géraldine Ruckstuhl reprend ce record la semaine suivante, réalisant 6 357 à l'Euro junior de Grosseto.
Le 3 mars 2018, Caroline Agnou termine 10e des championnats du monde en salle de Birmingham avec 4 397 points.

## Vie privée
Sa mère est allemande. Son père, originaire du Bénin, possède les nationalités allemande et suisse.

## Palmarès
| Date | Compétition                    | Lieu       | Résultat | Épreuve    | Points    |
| ---- | ------------------------------ | ---------- | -------- | ---------- | --------- |
| 2014 | Championnats du monde juniors  | Eugene     | 11e      | Heptathlon | 5 486 pts |
| 2015 | Championnats d'Europe juniors  | Eskilstuna | 1re      | Heptathlon | 6 123 pts |
| 2015 | Championnats du monde          | Pékin      | 22e      | Heptathlon | 5 866 pts |
| 2017 | Championnats d'Europe en salle | Belgrade   | 13e      | Pentathlon | 4 169 pts |
| 2017 | Championnats d'Europe espoirs  | Bydgoszcz  | 1re      | Heptathlon | 6 330 pts |
| 2017 | Championnats du monde          | Londres    | 21e      | Heptathlon | 6 001 pts |
| 2018 | Championnats du monde en salle | Birmingham | 10e      | Pentathlon | 4 397 pts |
| 2019 | Universiade                    | Naples     | 3e       | Heptathlon | 5 844 pts |

## Records
| Épreuve           | Performance   | Lieu       | Date            |
| ----------------- | ------------- | ---------- | --------------- |
| 100 mètres haies  | 13 s 60       | Zürich     | 22 juillet 2017 |
| Saut en hauteur   | 1,74 m        | Eskilstuna | 16 juillet 2015 |
| Lancer du poids   | 14,77 m       | Bydgoszcz  | 13 juillet 2017 |
| 200 mètres        | 24 s 36       | Bydgoszcz  | 13 juillet 2017 |
| Saut en longueur  | 6,36 m        | Bydgoszcz  | 14 juillet 2017 |
| Lancer du javelot | 49,34 m       | Eskilstuna | 17 juillet 2015 |
| 800 mètres        | 2 min 16 s 06 | Bydgoszcz  | 14 juillet 2017 |
| Heptathlon        | 6 330 pts     | Bydgoszcz  | 14 juillet 2017 |

| Épreuve          | Performance   | Lieu       | Date            |
| ---------------- | ------------- | ---------- | --------------- |
| 60 mètres haies  | 8 s 42        | Macolin    | 18 février 2018 |
| Saut en hauteur  | 1,74 m        | Macolin    | 18 février 2018 |
| Lancer du poids  | 14,92 m       | Birmingham | 2 mars 2018     |
| Saut en longueur | 6,34 m        | Macolin    | 4 février 2018  |
| 800 mètres       | 2 min 21 s 03 | Macolin    | 4 février 2018  |
| Pentathlon       | 4 440 pts     | Macolin    | 4 février 2018  |